# Delias caeneus
Delias caeneus é uma borboleta da família Pieridae. Foi descrita por Carl Linnaeus em 1758. É encontrada no reino da Australásia.
A envergadura é de cerca de 70 a 76 milímetros. As marcas vermelhas nas asas posteriores são mais desenvolvidas do que em qualquer outro membro do grupo hyparete. Além disso, ao contrário de qualquer outro membro, há uma mancha vermelha no final da célula no verso das patas traseiras.

## Subespécies

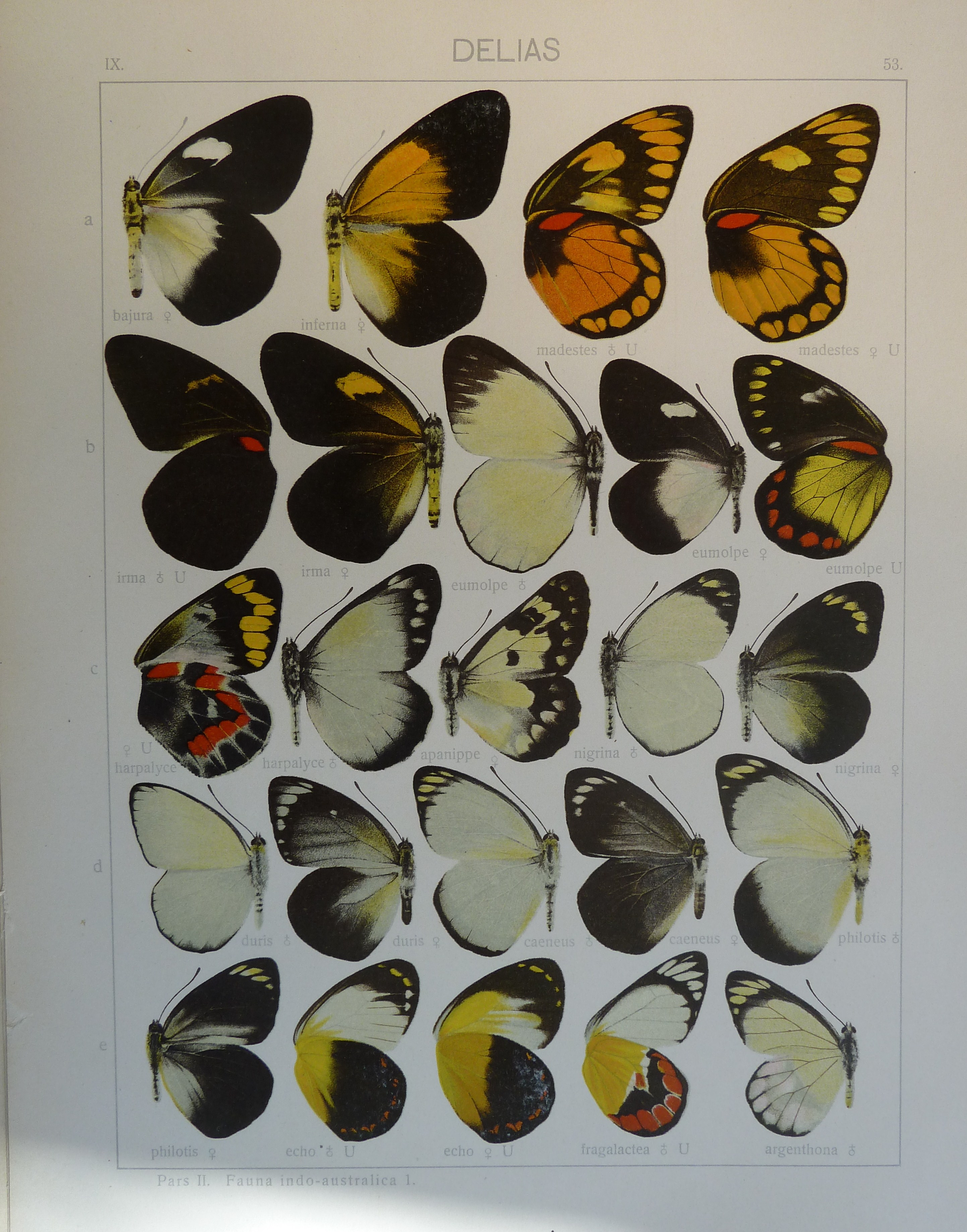
Adalbert Seitz Ed. Die Großschmetterlinge der Erde Band 9: Abt. 2, Die exotischen Großschmetterlinge, Die indo-australischen.

- D. c. ceneus (Ambon, Serang, Molucas)
- D. c. philotis (Wallace, 1867) (Buru)